# Шушёэн
Шушёэн (норв. Sjusjøen) — норвежский горнолыжный центр и курорт, находящийся в горно-лесной местности (750—1000 метров над уровнем моря), примерно в 20 км к востоку от центра города Лиллехаммер. Расположен в муниципалитете Рингсакер (Хедмарк, Норвегия).

## История
Был открыт в 2003 году. Назван в честь одноимённого озера, находящегося ныне на его территории. Озеро располагается на высоте 810 метров над уровнем моря и имеет площадь 1,25 км². Нордсетер и Шушёэн первоначально были общинами горных ферм, занимавшихся молочным животноводством, которые, с их легкодоступной горно-лесной местностью, превратились в лыжные курорты.

## Спорт
Шушёэн предлагает широкий спектр лыжных возможностей, в том числе — около 350 км подготовленных беговых трасс, общая же протяжённость трасс составляет около 2500 км. Это самая большая по площади пересечённая местность для занятий на лыжах в мире. Все треки чётко обозначены и ведут к Лиллехаммеру и Эйер, соединяясь с Олимпийскими трассами. Возможны занятия такими видами спорта как биатлон, горные лыжи, сноуборд и телемарк. Трассы оборудованы подъёмниками. В случае недостаточности снежного покрова снег обеспечивается снежными пушками. В связи с отсутствием снега в Бейтостолене здесь прошёл этап Кубка мира по лыжным гонкам в ноябре 2011 года. Является одним из мест сборов и предсезонных стартов биатлонистов.

## Культура
В Шушёэне проводится традиционный фестиваль по лыжным гонкам на собаках Snørock.